# Seo-gu Office (métro d'Incheon)
Seo-gu Office (hangeul : 서구청 ; hanja : 西區廳) est une station de passage de la Ligne 2 du métro d'Incheon. Elle est située au 294 Seogot-ro, quartier Yeonhui-dong, dans l'arrondissement Seo-gu de la ville d'Incheon, à l'ouest de Séoul, en Corée du Sud.
Ouverte en 2016, la station est desservie par les rames qui circulent sur la ligne 2 du métro d'Incheon qui fait partie du régime tarifaire du réseau du métro de Séoul.

## Situation sur le réseau

Plan du réseau (2023)

La station établie en souterrain, Seo-gu Office est une station de passage de la Ligne 2 du métro d'Incheon : elle est située entre, la station Asiad Stadium, en direction du terminus nord Geomdan Oryu, et la station Gajeong, en direction du terminus sud-est Unyeon.

## Histoire
La station Seo-gu Office est mise en service le 30 juillet 2016, lors de l'ouverture à l'exploitation des 27 stations de la totalité de la ligne, dite ligne 2 du métro d'Incheon, de métro léger sur pneu sans conducteur, longue de 29,3 km,,.